# とうてつ交通
とうてつ交通株式会社（とうてつこうつう、英: Toutetsu Koutsuu Corporation）は、かつて存在した青森県十和田市に本社を置いていたタクシー事業者。十和田観光電鉄の子会社で、国際興業グループに属していた。
本社は十和田観光電鉄三本木営業所と同位置に置いていた。2015年（平成27年）付で廃業、会社解散した。

## 概要
社名は十和田観光電鉄の略称「十鉄（とうてつ）」による。地元では通称「十鉄タクシー」とも呼ばれていた。旧社名は十和田観光タクシー株式会社。なお十和田湖周辺には他にも、秋田県の「合資会社十和田タクシー」があり、青森県内にも「十和田タクシー」という社名のタクシー会社が複数存在する。
2012年3月31日まで営業していた十和田観光電鉄線十和田市駅のタクシーのりばには、とうてつ交通が独占的に乗り入れ・待機しており、市内の他のタクシー事業者は乗り入れ・待機はできなかった。
同年4月1日付で十和田観光電鉄線が廃止。2010年の東北新幹線延伸による七戸十和田駅の開業と、翌年に発生した東日本大震災の影響が大きかったとされる。
鉄道廃止後、タクシー利用者の減少による経営収支悪化により、2015年（平成27年）3月15日をもってタクシーの運行を終了、同年4月1日付で廃業することを発表。同年4月22日付で会社解散した。

### 事業所
- 本社・三本木営業所（八戸ナンバー）
  - 青森県十和田市大字三本木字野崎260-1
  - 十和田観光電鉄三本木営業所と同位置。
- 野辺地営業所（青森ナンバー）
  - 青森県上北郡野辺地町字上小中野38-29
  - JR・青い森鉄道 野辺地駅前。
  - 十和田観光電鉄バス野辺地案内所が廃止された際、代替の販売所が設置され、バス回数券も取り扱っていた。

## 沿革
- 1965年（昭和40年）08月06日 - 十和田観光タクシー株式会社として設立。
- 2004年（平成16年）05月20日 - とうてつ交通株式会社へ商号変更。
- 2010年（平成22年）12月04日 - 東北新幹線延伸により七戸十和田駅が開業。
- 2011年（平成23年）03月11日 - 東日本大震災が発生。
- 2012年（平成24年）
  - 1月24日 - 十和田観光電鉄が国土交通省へ鉄道事業廃止届出書を[4]、東北運輸局へ鉄道事業休止届出書を提出[4]。十和田観光電鉄線を同年4月1日より休止[4]、翌年1月31日をもって廃止する[4]予定であった（実際には予定を前倒しして廃止となった）。
  - 4月01日 - 同日付で十和田観光電鉄線を廃止[3]。
- 2015年（平成27年）
  - 3月15日 - 同日付でタクシーの運行を終了[1]。
  - 4月01日 - 同日付で会社の営業を終了[1]。
  - 4月22日 - 会社解散[2]。

## 車両
いすゞ自動車製の乗用車をタクシー車両として採用しており、普通車（3ナンバー）はフローリアン、アスカなどが在籍した。普通車の塗装は白地に赤帯の十鉄オリジナルカラーであった。過去には小型車のベレットなども在籍していた。
なお親会社の十和田観光電鉄でも、国際興業グループ内に北海道いすゞ自動車があることから、いすゞ製のバスを主に導入していた。
小型車（5ナンバー）は、タクシー専用車種の日産・クルー、トヨタ・コンフォートが在籍した。小型車の塗装は平成以降に国際興業バスグループの貸切塗装をアレンジしたものを採用した。